# Cyclophora dyschroa
Cyclophora dyschroa är en fjärilsart som beskrevs av Louis Beethoven Prout 1918. Cyclophora dyschroa ingår i släktet Cyclophora och familjen mätare. Inga underarter finns listade i Catalogue of Life.